# Attilio Bulgheri
Attilio Bulgheri (Piombino, 9 marzo 1913 – Livorno, 23 dicembre 1995) è stato un calciatore italiano, di ruolo portiere.

## Carriera
Giocò in Serie A nel Livorno e, nel 1941-1942, nella Juventus (con una sola presenza in Juventus-Triestina 1-0 del 29 marzo 1942).

## Palmarès

### Club

#### Competizioni nazionali
- Serie B: 1

Livorno: 1936-1937
- Campionato italiano: 1

Juventus: 1934-1935
- Coppa Italia: 1

Juventus: 1941-1942